# سعدی توما
سعدی توما (سریانی: ܣܥܕܝ ܬܐܘܡܐ؛ زادهٔ ۲۵ آوریل ۱۹۵۵) یک بازیکن فوتبال اهل عراق است.
از باشگاه‌هایی که در آن بازی کرده‌است می‌توان به نیروی هوایی عراق اشاره کرد.
وی همچنین برای تیم ملی فوتبال عراق مربی‌گری کرده است.